# وينديل ديفيس
وينديل ديفيس (بالإنجليزية: Wendell Davis)‏ هو لاعب كرة قدم أمريكية أمريكي، ولد في 3 يناير 1966 في شريفبورت في الولايات المتحدة.

## وصلات خارجية
- وينديل ديفيس على موقع مرجع كرة القدم المحترفة.كوم (الإنجليزية)
- وينديل ديفيس على موقع IMDb (الإنجليزية)